# Климентова-Муромцева, Мария Николаевна
Мари́я Никола́евна Климе́нтова, по мужу Муромцева (4 января [16 января] 1857, Курск, Российская империя — 25 января 1946, Париж, Франция) — русская певица (сопрано) и преподавательница пения. Солистка Большого театра (1880—1888) и театра С. И. Зимина. Член правления Российского музыкального общества за границей (РМОЗ) со дня его основания в 1930. Профессор Русской консерватории в Париже. Член комитета Московского землячества (1935).

## Биография
В 1875 году окончила Фундуклеевскую женскую гимназию в Киеве, и поступила в Московскую консерваторию по классу «сольное пение» Джакомо Гальвани. Вскоре она уже начала участвовать в ученических спектаклях, которые проходили на сцене Малого театра; в 1877 году она спела партию Берты в опере Россини «Севильский цирюльник» и одну из партий в опере Буальдьё «Белая дама». Также она исполняла драматические роли. В 1878 году И. Е. Репин выполнил её графический портрет. В премьерном исполнении оперы П. И. Чайковского «Евгений Онегин» 19 марта 1879 года Мария Климентова исполнила роль Татьяны.  
После окончания консерватории с Большой серебряной медалью в 1880 году она была принята в оперную труппу императорских московских театров и дебютировала в роли Маргариты («Фауст») на сцене московского Большого театра и с тех пор до конца 1880-х годов, когда оставила сцену, исполняла партии лирического и колоратурного сопрано. Её лучшие роли: Тамара («Демон»), Антонида («Жизнь за царя»), Розина («Севильский цирюльник»), Людмила («Руслан»), Мария («Мазепа»), Рахиль («Жидовка»). Также она пела ведущие партии в «Маккавеях», «Гугенотах», «Вильгельме Телле», «Аиде».
В 1885 году с большим успехом исполняла в Санкт-Петербурге роли Татьяны («Евгений Онегин») и Маргариты. В январе 1887 года в Большом театре исполнила партию Оксаны на премьере оперы Чайковского «Черевички». Также ею были впервые исполнены партии Марии Мнишек в «Борисе Годунове» (во второй редакции оперы), Памины в «Волшебной флейте» Моцарта, Жанны в «Марии Бургундской» Бларамберга (в октябре 1888). В 1889 году не стала подписывать новый контракт с Дирекцией Императорских московских театров и уехала в Париж. Не произведя впечатления во Франции, вернулась в Россию и стала профессором Московской консерватории; в 1891 году совместно с Н. О. Коргановой открыла в Москве женские вокальные курсы, а позже — частную школу с «полным курсом вспомогательных предметов». Продолжала выступать: в любительских спектаклях у С. И. Мамонтова в Абрамцево, на ежегодных благотворительных концертах. Устраивала в Москве артистические вечера с участием крупных музыкантов — Танеева, Скрябина, Глиэра, Рахманинова, Чайковского.

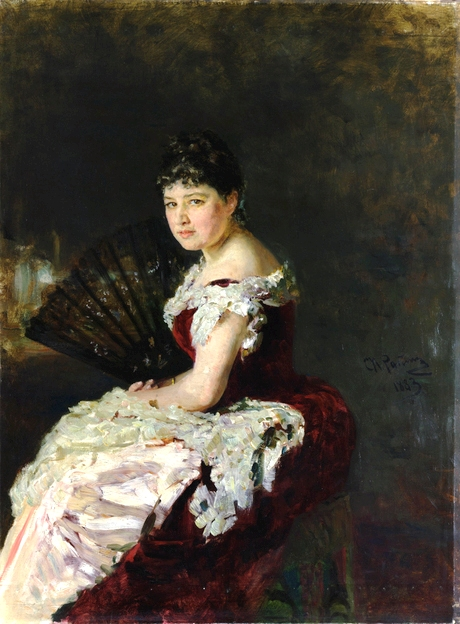
На портрете Репина. 1883 г.
Национальная картинная галерея Армении.

С 1877 года за певицей ухаживал и писал ей письма художник Василий Дмитриевич Поленов. Климентова позировала Поленову в его мастерской, где был написан её портрет и преподнесён ей в подарок. Несмотря на вялотекущий платонический роман, взаимностью она ему не ответила. После тяжёлого и неудачного романа с неким театральным деятелем в 1882 году она вышла замуж за адвоката Сергея Андреевича Муромцева. Счастлива с ним не была, и он с ней тоже. В 1883 году у них родилась дочь Ольга (по мужу Шаврина), в 1884 году — ещё одна дочь, Мария. Супруги часто и подолгу жили раздельно. В 1892 году у них родился сын Владимир
В 1893—1894 годах состояла в любовной переписке с писателем Антоном Чеховым.
В 1922 году эмигрировала с младшей дочерью во Францию, жила в Париже. Руководила вокальной студией Общества истории и искусства (1924). Выступила с воспоминаниями о И. С. Тургеневе на заседании, посвященном 50-летию основания Тургеневской библиотеки в Париже (1925). Выступала с речами на чествованиях A. M. Давыдова (1931), А. А. Плещеева (1933), вечере памяти Ф. И. Шаляпина (1938).
Умерла 25 января 1946 года. Похоронена на Новом кладбище в Нейи (Франция).

## Комментарии
1. ↑  Руководитель драматических классов консерватории И. В. Самарин, усердно прививая молодым певцам культуру сценической речи, требовал от Марии Клементьевой устранения украинского акцента, чего ей удалось достичь в результате года интенсивных занятий.